# La Panza es Primero
La Panza es Primero es un libro caricaturesco escrito e ilustardo por Rius en el año de 1972, dando como cita principal la comida mexicana
y "la triste realidad de la comida mexicana".

## Sinopsis
La panza es primero habla de la mala alimentación en México, y su problemática, donde menciona que el mayor problema de la nación radica en la forma de comer, tomando esto como la raíz de muchos problemas.
Tomando como base algunas investigaciones menciona que la comida vegetariana es mucho mejor que la tradicional acostumbrada en el país, la cual contiene a juicio del escritor grandes cantidades de carne, grasas y azúcares.
Rius menciona que la carne es la peor alimentación para el humano, poniendo como base la comparación de los mamíferos carnívoros, al decir que nostros no tenemos garras, colmillos afilados, ni otras cuantas características comunes en los carnívoros.
El libro menciona los problemas que causa la carne a la larga como:
- La falta de memoria
- La pérdida de cabello
- Las reumas

Entre otros.

El libro tiene una amplia variedad de información sobre vitaminas, minerales, y proteínas de los alimentos, y como consumirlos sin sufrir efectos secundarios.
El libro también tiene información de exactitud científica cuestionable,
por ejemplo Rius afirma que la Teoría microbiana de la enfermedad es falsa, es decir que los microbios no causan las enfermedades, dice que todo es cuestión de la alimentación, y por lo tanto desaconseja el uso de las vacunas, también afirma que en la medicina "Todo anda mal".